# 內藤賴寧
內藤賴寧（日语：／ Naitō Yoriyasu，1800年3月23日—1862年11月23日）是日本幕末大名，信濃高遠藩第7代藩主，高遠藩內藤氏第12代。

## 生涯
寬政12年2月28日（1800年3月23日），賴寧作為信濃高遠藩第6代藩主内藤賴以的三子出生。由於賴寧兄長內藤賴容遭廢嫡而成為嫡子。文政3年（1820年），賴寧之父賴以隱居，賴寧便接任成為家督。文政9年（1826年）6月17日，賴寧獲江戶幕府任命為奏者番。天保11年（1840年）3月24日，賴寧就任若年寄。博學多才的賴寧，精通書畫、音樂、能樂和茶道等。
在藩政方面，賴寧設置產物會所，獎勵各產業人士，又獎賞學問之人，並且開發新田和經營直屬於藩的桑園等，逐步改革藩政。然而，由於藩內爆發百姓一揆，藩政並不穩定。及後，幕末政局開始不穩，賴寧便向幕府呈上有關美日關係的文書。另外，賴寧與越前福井藩主松平春嶽、薩摩鹿兒島藩主島津齊彬和伊勢津藩主藤堂氏等大名均有交情。此外，賴寧有感日本軍備落後，在江川英龍等人的協助下，將藩的軍備改為西洋武器，並且在領內進行訓練，並且廣招他文人和武士，對藩的文武發展作出貢獻。
賴寧喜愛釣魚，他在將海水引入深川的下屋敷的池塘內，養育大量魚類，樂此不疲，與他有深交的大名也在自己的屋敷養魚，等賴寧前來到訪。然而，比賴寧權力要大的大名會故意在賴寧到訪前餵魚，讓他空手而回。
天保12年（1841年）7月12日，賴寧辭任若年寄。安政6年（1859年）7月11日，賴寧隱居，並且將家督之位讓給七子内藤賴直。文久2年10月2日（1862年11月23日），賴寧死去。
賴寧曾經幫助擔任魚力行司的木村庄兵衛還債。賴寧與藤堂氏關係相當深厚，在送殯期間，藤堂氏藩士列隊戒備，而賴寧也獲評為才智兼備的名君。